# Cosmarium quadratulum
Cosmarium quadratulum  là một loài Song tinh tảo trong họ Desmidiaceae, thuộc chi Cosmarium.